# Amplinus leon
Amplinus leon är en mångfotingart som beskrevs av Chamberlin 1952. Amplinus leon ingår i släktet Amplinus och familjen Aphelidesmidae. Inga underarter finns listade i Catalogue of Life.